# Osteosema albiviridis
Osteosema albiviridis är en fjärilsart som beskrevs av George Francis Hampson 1895. Osteosema albiviridis ingår i släktet Osteosema och familjen mätare. Inga underarter finns listade i Catalogue of Life.